# Ян Якуб Замойський
Ян Якуб Замойський (пол. Jan Jakub Zamoyski, 22 липня 1716, Замостя — 10 лютого 1790) — польський шляхтич, аристократ, урядник Речі Посполитої. 9-й ординат на Замості.

## Життєпис
Народився 22 липня 1716 року в м. Замості. Другий син смоленського воєводи Міхала Здзіслава Замойського та його першої дружини Анни (Терези) Дзялинської (?—1719) — доньки хелмінського воєводи Томаша Дзялинського.
1762 року заснував село Нове Поріччя. Володів селом Паланка; також містом Берестечко. 1765 року записав фундуш для місцевого костелу і монастиря римо-католицького ордену тринітаріїв, а 1787-го приймав тут короля Станіслава Августа Понятовського, який повертався з Канева 9-й ординат на Замості до 1780 року.
Посади (уряди): подільський воєвода з 1770 по 1790 рік, (номінований 16 січня 1770), староста люблінський у 1742—1772.
Помер 10 лютого 1790 року.

### Сім'я

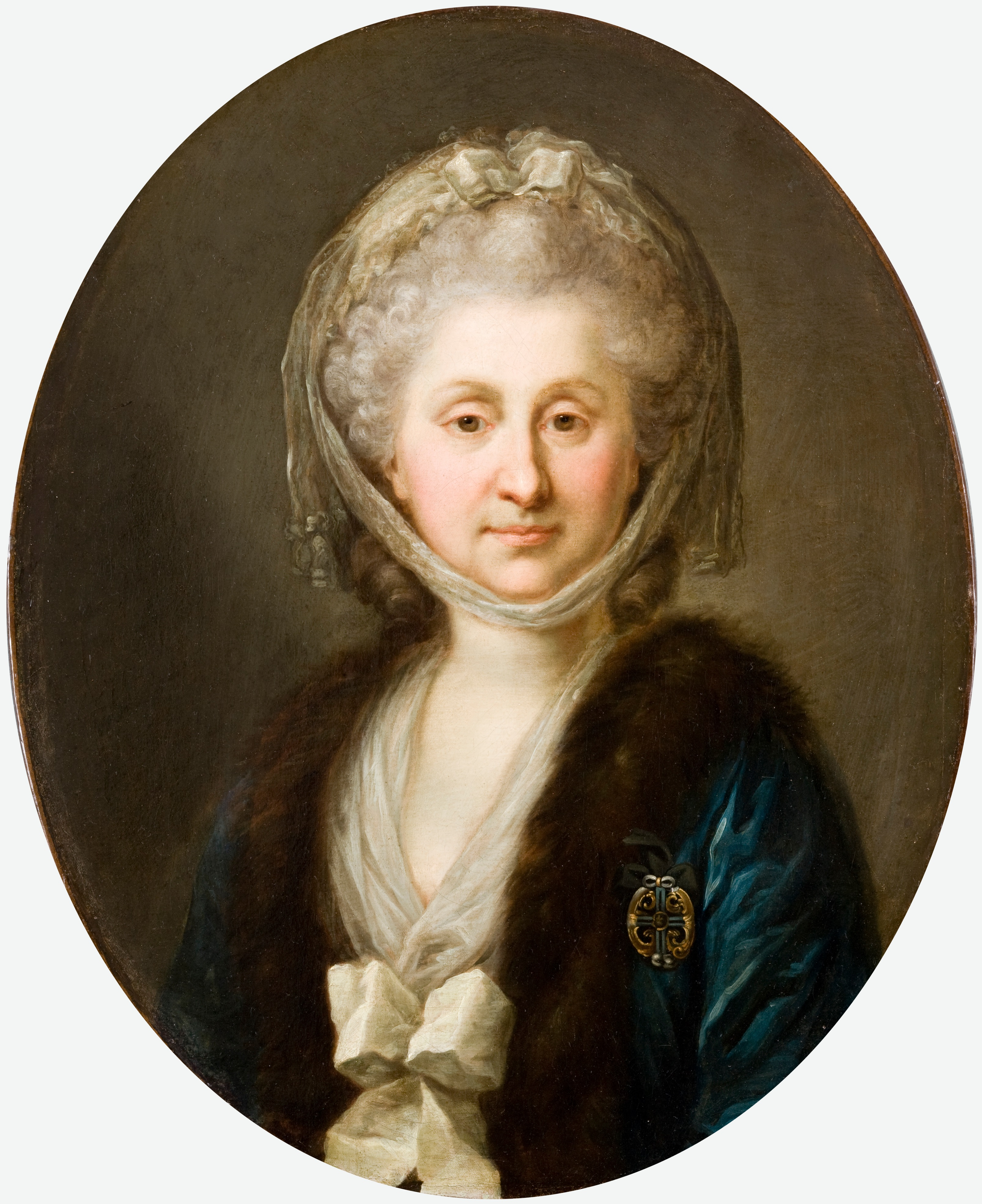
Дружина Людвіка Марія

У 1745 р. одружився з Людвікою Марією Понятовською (пол. Ludwika Maria Poniatowska, дочка краківського каштеляна з 1752 р. Станіслава Понятовського, старша сестра короля Польщі і правителя Речі Посполитої Станіслава Августа Понятовського30.XI.1728 — 10.II.1781). В шлюбі народилась одна донька Уршуля.